# Machimus pauper
Machimus pauper är en tvåvingeart som beskrevs av Becker 1923. Machimus pauper ingår i släktet Machimus och familjen rovflugor. Inga underarter finns listade i Catalogue of Life.